# Nativa FM Irecê
Nativa FM Irecê é uma estação de rádio brasileira sediada no município de Irecê, cidade do estado da Bahia. Opera no dial FM 93,7 MHz, e é afiliada à Nativa FM. A emissora é originada da Rádio Regional, uma migrante do dial AM, que operou na frequência 540 kHz entre 1983 a 2017, sendo pertencente à Rede Caraíbas de Comunicação.

## História
Em 2009 o fundador da Rede Caraíbas morre aos 69 anos, vitima de infarto. A cidade lamentou a perda de uma das pessoas que revolucionou a comunicação e o desenvolvimento da região conhecida como a "Rainha do Sertão". Houve também homenagem feita pela Câmara de Vereadores.
Em 2014 a emissora solicita a migração AM-FM e a Anatel liberou a frequência FM 93,7, na migração iria se chamar Nova FM, o anuncio foi feito em 2016, mas o projeto não foi pra frente. A Rede Caraíbas decidiu que na migração iriam se afiliar a uma rede de nível nacional e em julho de 2017, se afiliaram á Transamérica Hits, ainda na faixa AM. Depois da autorização da nova frequência a emissora passou a ser transmitida em FM 93,7, em novembro do mesmo ano. Nesse mesmo mês, foi inaugurada uma sede nova com equipamentos de ponta e capacidade para transmissões multiplataformas.
Em 2019, por conta da unificação das vertentes da Rede Transamérica, a emissora encerrou a afiliação com a Transamérica Hits e lançou uma programação de expectativa, já que foi confirmado que a emissora se afiliaria a Nativa FM, essa seria a primeira vez que a rede iria estrear não só na Bahia, como no Nordeste.